# Pavón (Costa Rica)
Pavón è un distretto della Costa Rica facente parte del cantone di Golfito, nella provincia di Puntarenas.